# Ambrogio Portalupi
Ambrogio Portalupi (* 25. Januar 1943 in Marcignago; † 5. Januar 1987 in Pavia) war ein italienischer Radsportler.
Portalupi begann seine Karriere als Berufsfahrer Anfang September 1964 im Alter von 23 bei dem Italienischen Team Ignis. 1966 konnte er eine Etappe und die Gesamtwertung der Tour de Suisse mit einem knappen Vorsprung von 12 Sekunden für sich entscheiden. 1969 gewann er den GP Valsassina und noch mal eine Etappe der Schweizer Landesrundfahrt. Er startete je zweimal bei der Tour de France und im Giro d’Italia, jedoch ohne eine vordere Platzierung zu erreichen. Nach der Saison 1971 beendete Portalupi seine Karriere, in der er insgesamt vier Siege als Berufsfahrer verzeichnen konnte. 1987 starb er im Alter von 43 Jahren.